# Maurice Raizman
Pour l’article homonyme, voir Yuli Raizman.
Maurice Raizman (né Miron Raizman) (26 février 1905, Bendery - 1er avril 1974, 7e arrondissement de Paris) a été un ingénieur de la RATP et un maître d'échecs français, sextuple champion de France dans ce sport.

## Biographie
Né dans une famille juive de Bendery (alors dans l'Empire russe, puis probablement dans la Roumanie au moment où il quitte ce pays, aujourd'hui Tighina en Moldavie), il a émigré en France. Il a été six fois champion de France (1932, 1936, 1946, 1947, 1951 et 1952) et Champion d'échecs de Paris en 1938.
Il partage la première place avec Victor Kahn au 16e Championnat d'échecs de Paris en 1934, et finit 1er-2e avec Aristide Gromer au 17e Championnat de France d'échecs, à Nice, en 1938. Il a été second, derrière Stepan Popel, dans le Championnat de Paris en 1953.

## Olympiades d'échecs
Raizman a joué pour la France en Olympiade d'échecs:
- En 1935, premier échiquier réserve à la 6e Olympiade d'échecs de Varsovie (+4 -4 = 8);
- En 1954, second échiquier à la 11e Olympiade d'échecs à Amsterdam (+5 -6 = 5);
- En 1958, premier échiquier à la 13e Olympiade d'échecs de Munich (+1 -7 = 5);
- En 1972, premier échiquier réserve à la 20e Olympiade d'échecs de Skopje (+8 -1 = 1)[7].

## Une partie d'exemple
Xavier Tartacover - Maurice Raizman, Hastings 1946
1. e4 c5 2. Ce2 Cc6 3. d4 cxd4 4. Cxd4 Cf6 5. Cc3 d6 6. Fe2 e6 7. 0-0 Fe7 8. Rh1 a6 9. f4 Dc7 10. f5 0-0 11. Fg5 Ce5 12. De1 b5 13. a3 Cc4 14. b3 Ce5 15. Td1 Fd7 16. Cf3 Tac8 17. Cxe5 dxe5 18. Tf3 Tfd8! 19. Dh4? (19. Tfd3) 19...exf5 20. Th3? (20. Fxf6) 20...h6 21. Fxh6 Cxe4 22. Dxe7? (22. Fg5) 22...Cf2+! 23. Rg1 Cxh3+ 24. gxh3 Dd6+!! 25. Rg2 Dxh6! 26. Txd7? (26. Cd5) 26...Txd7? (26...Dc6+!) 27. Dxd7 Dg6+ (27...Txc3!) 28. Rf1 Txc3 29. De8+ Rh7 30. Dxe5 Txc2 31. Df4 Tb2 32. Df3 Tb1+ 33. Fd1 (33. Rf2?? Dg1#) 33...Df6 34. Dd3 Tc1 35. a4 g6 36. axb5 axb5 37. Re2? (37. Dd5) 37...De5+ 38. Rd2?? (38. Rf1) 38...Df4+ (38... Tc6!) 39. Re1 Dxh2 40. Dd5 Dc7 41. Dxb5? (41. Rf1!) Dc3+ 42. Re2 Dd4 (42...Tb1!) 43. Dd3 Dxd3+ 43. Rxd3 Txd1+   0-1.

## Source
- (en) Cet article est partiellement ou en totalité issu de l’article de Wikipédia en anglais intitulé « Maurice Raizmann » (voir la liste des auteurs).